# Drosophila immacularis
Drosophila immacularis är en tvåvingeart som beskrevs av Toyohi Okada 1966. Drosophila immacularis ingår i släktet Drosophila och familjen daggflugor.
Artens utbredningsområde är Nepal och Indien.